# 白鳥事件
白鳥事件（しらとりじけん）は、1952年（昭和27年）1月21日に北海道札幌市で発生した、日本共産党による警察官射殺事件である。

## 概要
実行犯と目された人物らは日本共産党の幇助により国外逃亡したものの、日本共産党札幌軍事委員会委員長であった村上国治が主犯格として逮捕され、1963年（昭和38年）10月17日に懲役刑が確定した。
しかし、警察の捜査の過程での証拠捏造や自作自演を指摘する声が根強く、日本共産党による冤罪キャンペーンや松本清張の『日本の黒い霧』での推論、当局による証拠捏造疑惑などにより一般の間でも冤罪の声が強まった。
受刑者となった村上は無罪を訴えて1965年（昭和40年）に再審請求を行った。これに対する審理においては村上の一部主張が認められたものの、村上の関与を裏付ける新たな証拠が検察側から提出され、最終的に村上の特別抗告は最高裁判所によって1975年（昭和50年）に棄却された。
再審制度においても『疑わしきは被告人の利益に』という刑事裁判の鉄則が適用されるとする判断をこのとき最高裁判所が下したことから、以後確定判決の事実認定に合理的な疑いが生じれば再審を開始できるようになった。この判断は事件の名をとって「白鳥決定」と呼ばれる。

## 事件の経緯
1952年（昭和27年）当時、「51年綱領」の採択を経て武装闘争路線を採っていた日本共産党による警察官襲撃事件が、全国で相次いでいた。党札幌委員会では委員長の村上国治や副委員長のSが軍事方針を立て、北海道大学の学生らを中心に中核自衛隊を組織。列車運転業務妨害事件（赤ランプ事件）や検事・市長宅への投石事件などを起こしていた。これに対し、札幌市警察警備課課長・白鳥一雄警部は、市内の丸井百貨店で開催されていた丸木位里・赤松俊子の原爆の図の展示会を「占領軍の指示」として中断させたほか、ビラまきや座り込みデモを行う共産党員を多数検挙し、「弾圧の急先鋒」として党関係者などから敵視されていた。
同年1月21日午後7時42分頃、札幌市（現在の中央区）南6条西16丁目の路上で、自転車に乗る男が、同じく自転車で帰宅途上の白鳥に向けて後ろから拳銃を発砲し、心臓に弾丸を受けた白鳥は絶命した。犯人はそのまま自転車で逃走した。
遺体は北大病院で解剖され、死因は命中した拳弾丸による出血多量とされた。白鳥の体内から摘出された弾丸と現場に残された薬莢から、暗殺に使われたのは32口径ブローニング拳銃とされた。
自転車上で片手で拳銃を発射し一撃で急所に命中させるという、極めて難易度の高い犯行であったが、白鳥には事件前から「昨年はきさまのおかげでおれたちの仲間が監獄につながれた。この恨はきっとはらす。おれたちは極めて組織的にきさまをバラしてやる。」などと書かれた脅迫状が相次いで届いていたことから、捜査当局は日本共産党による犯行とみて捜査を開始した。
事件発生後、共産党員が市内で「見よ、天誅遂に下る! 自由の兇敵、白鳥市警課長の醜い末路こそ、全ファシスト官憲どもの落ちゆく運命である」と日本共産党札幌委員会名で書かれたビラ（「天誅ビラ」）を配布した。
これに対し、1月23日に党北海道地方委員のMが「『天誅を下す』なんて言葉はわれわれの辞書にはない」「われわれ地方委員会では二、三日中にデッチ上げということをはっきりさせたい」と関与を否定する声明を出したが、1月24日に「誰が白鳥事件の犯人であるかは知らない。党と事件の関係については何とも言えない。白鳥氏殺害は官憲の弾圧に抵抗して起きた愛国者の英雄的行為で個人的なテロではない。かく闘うことは愛国的行動である。白鳥を殺害した犯人は白鳥自身である」と、党の関与を曖昧にしながら一転して犯行を称賛する声明を出した。
事件直後の党指導部では、態度を決めかねたのか「共産党のやったことではないという日和見的な意見を克服して、党の意思の革命的統一を図る必要がある」「共産党のやったことではないということに、合法的宣伝は統一する」と指示が錯綜し、事件後に気勢を上げて過激なビラを撒いたり職安事務官を襲撃して川に投げ込むなどの「暴走」を始める党末端との違いが浮き彫りとなった。
政権与党の対応は素早く、吉田茂首相は1月22日に「現下の国際情勢を反映いたしまして、共産分子の国内の破壊活動は熾烈なるものがあると考えられるのであります。まことに治安上注意を要する次第であります。かかる事態に対処して、本国会に所要の法律案を提出する所存であります」と施政方針演説を行い、同年4月には破壊活動防止法を制定させた。本事件を始め共産党員による事件が連日報道され、日本共産党は同年10月の第25回衆議院議員総選挙で全議席を失うなど、自らの非合法活動によって国民の支持を失っていったが、それらの事件群の中には冤罪事件である菅生事件なども含まれているも全体的に見れば日本共産党による凶悪な暴力事件の件数の多さの中から見れば極めて例外な件であった。
市井では、「白鳥に不正を察知されたと考えたヒロポン中毒のS信用組合の理事長が殺し屋を差し向けた」「軍用拳銃の闇市への横流しを知りすぎた白鳥が消された。証拠の弾丸をすり替えて事件を共産党のせいにした」などと怪情報が流された。
事件発生から4か月後、静岡県で行き倒れ、警察の保護を受けた後に寿司屋で働いていた青年が、保釈中に逃走した北海道庁細胞所属の共産党員Nと判明する。その青年が検事らの情に絆されて札幌の共産党組織の情報を提供したことにより事態が急展開する。党関係者が白鳥殺害に関与しているとの情報を得た警察は、札幌地区委員らを逮捕した。8月28日に逮捕された札幌委員会副委員長Sは11月28日に自供を始め、札幌の地下組織の最高指導者は村上委員長であり、白鳥射殺の実行犯は円山細胞の『ひろ』である旨を供述。さらに1953年4月9日に逮捕された札幌委員会常任の追平雍嘉も供述手記を執筆してこれを裏付けた。6月9日に共犯として逮捕されたTが「生きることに怠惰であってはいけない」などと訴えかけた安倍治夫検事の説得を受けて7月11日に転向し、1月3日から1月4日頃に村上国治ら7人が集まり、白鳥警部殺害の謀議を為した旨を供述した。
その過程において、面子にかけても犯人を逮捕しなければならなかった警察は、容疑者の誤認逮捕（容疑者と別人の共産党員）を犯したり、期限切れで釈放すると見せかけて迎えに来た父親の目の前で別件で再逮捕して長期拘留捜査するなどして、手段を選ばずに強引な捜査を行いながら調書を作成していったという。逮捕者や党員の中には生涯精神を病む者や自殺者も出たが、一方で日本共産党も組織防衛に奔って釈放された党員らを「査問」し、身の危険を感じた党員が逃亡して警察の庇護を受けるということも起きた。
しかし、村上国治らの逮捕後も犯行に用いられたとされるブローニング拳銃自体は発見されず、"事件の2年前に行われた中核自衛隊による射撃訓練の遺留品"であるとされ、「被害者の体内で摘出されたものと異なる銃器から発射された確率は1兆分の1より小さい」との施条痕の鑑定結果が出された弾丸（「ニ個の弾丸」）のみが、裁判に提出された直接的な物証となった。この弾丸は、T立ち合いのもとで行われた幌見峠での札幌市警による捜索で発見されたものである。
直接の下手人をはじめ共謀したとされた党員らは、日本共産党の密航船群「人民艦隊」で不法出国し、当時日本と国交が無かった中華人民共和国へ逃亡している。

## 白鳥警部
事件の被害者となった白鳥一雄は、北海道芽室町に生まれ、帯広中学（現・北海道帯広柏葉高等学校）を卒業後、1937年（昭和12年）に北海道庁巡査になった。太平洋戦争中は大日本帝国陸軍特務機関系のハルピン学院でロシア語を学んだ後に特高警察の外事係として活動しており、戦後も公安警察官として左翼活動の監視に加えて在日朝鮮人の密貿易や風俗営業の取り締まりを行っていた。1948年（昭和23年）3月に札幌市警の警備課長に就任した白鳥は、警察内部においても秘密主義を徹底し、上司も白鳥が日本共産党の秘密組織についてどこまで掴んでいたか報告を受けておらず、皮肉にもそのことが自治体警察である札幌市警による事件後の捜査を困難なものにした。
生前の白鳥とも直接の面識があった安倍検事が語ったところによれば、普段の白鳥は物静かで礼儀正しいが、その共産主義を憎悪する精神は、シベリア抑留での経験によるものか、熾烈なものであったという。
家庭内では仕事の話をすることもなく良き父親を通しており、事件当日も3歳と5歳の娘に「きょうは給料日だし、お土産を買って早く帰るよ」と出かけて行った。事件後の司法解剖では、白鳥の胃袋に直前に飲食したものはなく、上衣のポケットには月給袋が手つかずのまま納められていた。死亡時の年齢は36であった。

## 当時の札幌の情勢
朝鮮戦争が継続中の当時、ソビエト連邦と接する北海道では、後方補給基地の安定確保のためのアメリカ軍情報部による特殊活動が活発に展開されていた。その中心である札幌では、日本警察の国家地方警察（国警）本部と札幌市警察本部、アメリカ陸軍防諜部隊 (CIC)、裏社会の間で、互いに反目したり協力したりしながら公安情報の収集が行われるある種の「シンジケート」が形成されていた。白鳥はCICがアジトにしていたすすきののとあるバーに頻繁に通っており、そこにはギャングや右翼も出入りしていたという。
松本清張は『日本の黒い霧』で本事件を取り上げてCICによる謀略説を唱えているが、事件を取材していた北海日日新聞（後の北海タイムス）の編集部長は「白鳥警部は左翼関係の情報収集力にかけてはピカ一だった。CICとしては彼を消せば元も子もなくなってしまう。CICが重宝している子飼いの白鳥をやっつけるはずがない」と語っている。

## 裁判

### 村上の懲役確定まで
1955年8月16日、検察側は村上国治を殺人罪の共謀共同正犯で、共犯2人を殺人罪の幇助犯として起訴し、「村上らは武装蜂起の訓練のため幌見峠で射撃訓練をした。そして、彼らの活動の邪魔になる白鳥警部を射殺した」と主張している。
第1審札幌地裁は共同謀議を認定し、村上を無期懲役、共犯1人を懲役5年・執行猶予5年と判決している。途中から公判分離されて共同謀議を自供した共犯Tは、1957年（昭和32年）5月に懲役3年・執行猶予3年と判決されて確定している。控訴審札幌高等裁判所は1960年（昭和35年）6月の判決で村上を懲役20年に減刑し、共犯1人は控訴を棄却している。1963年（昭和38年）10月17日、最高裁判所は二審判決を支持し上告を棄却し、村上の懲役20年の実刑判決が確定した。
物的証拠として提示された弾丸について、弁護側は、中国での実験結果などをもとに、発射から発見まで2年が経過しているにもかかわらず応力腐食割れが生じていないことを指摘した。さらに検察が裁判で提出した「ニ個の弾丸」の鑑定書は、アメリカ軍極東犯罪捜査研究所のG曹長が実質鑑定したものであった旨の証言が上告棄却後に得られ、捏造の可能性が疑われた。
この弾丸が「発見」された捜索では、訓練中の実験で使用された不発の手製手榴弾がTの証言通りに発見されており、Tの証言を補強する間接的物証とされたが、これについては弁護側からも否定されていない。

### 再審請求
日本共産党は冤罪キャンペーンを張り、110万人に及ぶ最高裁再審要請署名を集めた。党の支援を受けた村上国治は、無罪を主張して1965年（昭和40年）に再審請求を行い、最高裁判所への特別抗告まで争った。
しかし、1953年6月23日に獄中の村上国治が弁護士を経由して「とくにモグらせた人間は絶対に活動させぬ様出来れば外国えやつて貰ひたいことを支店へ伝えて貰ひたい」と証拠隠滅の為に実行犯グループを国外へ逃がすことを指示した書面が国警に押さえられており、それが裁判資料として提出されたことなどから、札幌高裁は1969年（昭和44年）6月18日に「弾丸の証拠価値は、（中略）たんに『原判決当時に比べいささか薄らいだ』というに止まらず、大幅に減退したと言わざるを得ない」と認めつつも、「各事件に、申立人（村上）が関与している事実は証拠上明白」であるにもかかわらず「明白な事実をことさらに否定しようとする申立人の供述には、その信ぴょう性に疑問をいだかざるをえない」などとして、村上の申立を棄却した。
最高裁も、1975年（昭和50年）5月20日に札幌高裁の決定を支持して村上の特別抗告を全員一致で棄却した。
村上は1969年（昭和44年）11月14日に半分近い刑期を残して仮釈放を受けている。

## 白鳥決定
上述の通り最高裁判所は再審請求を棄却したが、「再審制度においても『疑わしきは被告人の利益に』という刑事裁判の鉄則が適用される」との判断を示し、事件にちなんで「白鳥決定」と通称される。従前の再審裁判では証拠を完全に覆すに足る証言や証拠を求められることが通例で「開かずの扉」と俗称されたが、白鳥決定以後は裁判時の証拠や証言に対して「ある程度の合理的疑いが存在する場合」も再審の対象として扱われる。
白鳥決定は、下級審の再審に関する姿勢も変えさせた極めて重要な判示となった。これに続く形で、1980年代には死刑の確定判決が出されていた免田事件・財田川事件・松山事件・島田事件・徳島ラジオ商殺し事件（死後再審）において無罪判決が相次いで出され、司法界に大きな衝撃を与えた。

## 後年の推移

### 亡命者
- 事件に関与して中華人民共和国（中国）に逃亡した党員たちの多くは、文化大革命を経て日中国交正常化後に帰国したが、不起訴にされている。一方、日本共産党は『赤旗』でこの者たちを「反党盲従分子」と攻撃し、村上と接触させなかった[22][78]。
- 1955年（昭和30年）頃、実行犯として指名手配された3人は中国へ不法出国により亡命した[79]。彼らは北京機関解体後に四川省に追いやられ[注釈 28][81]、射殺の実行者とされた『ひろ』を含むこのうちの2人が1988年（昭和63年）に癌で病死し、革命烈士として八宝山革命公墓に埋葬された[注釈 29][22][82]。
  - 最後の生き残りとなった鶴田倫也[注釈 30]は北京外国語大学で「唐沢明[注釈 31]」という通称で日本語教師をしており、鶴田が編纂した教科書は多くの大学で使われた[80][83][85]。
  - 1996年1月9日に関係者の訪問を受けた鶴田は泥酔し「俺らのやったことはオウム真理教と同じだという奴がいる。俺はな、単なるやくざ者で白鳥をやったのとは違う。あんなごろつきやって何が悪いんだ」「おれはここにいてプロレタリア国際主義の立場から日本革命を考えている」とくだを巻いたという[82]。
  - 鶴田は訪中した日本人から身を隠すようにして定年後は大学構内の教職員宿舎に居住していた[注釈 32]。1997年（平成9年）6月、時事通信の記者が北京市内で鶴田との接触に成功したが、鶴田は事件の真相を語らなかった。このとき、一向に事件について語ろうとせず「ここ（中国）にいられないようにしてやる」とすごむ鶴田に対し記者が「わかりました。この件については自分の判断でやります」と言うと、鶴田は「俺は昔から新聞記者は嫌いだったんだ！」と捨て台詞を吐いた。このころ渡部富哉らによる鶴田帰国支援運動が別途行われていたところであるが、時事通信の取材後に鶴田は消息不明となり、ICPOを通じて照会を求めた日本の警察庁に対して中国側は「鶴田なる人物は中国にはいない」と回答した。鶴田は心臓疾患を患い2012年（平成24年）1月頃から体調を崩し、3月14日に北京で死亡したことが報道されている[22][80][85][87][88]。鶴田は「唐沢明として革命公墓に入ると骨を調べられる。DNA鑑定もできないように海に流せ」と遺言を残し、遺言どおりに天津沖で散骨されたという[22][82]。
  - 白鳥の妻は上述の時事通信記者から鶴田生存の報を聞くと「生きてらっしゃるのですか」と驚いたが、「いまさら憎んでもしょうがないでしょう。亡くなった人間が帰ってくるわけでもないし。月日もたって思い出したくありません。そっとしておいてください」と答えた[85]。
- 国外逃亡を続けて中国で客死した、上述の3人の公訴時効は停止している。中国公安当局による死亡確認を得られていないことを理由に両名の逮捕状は半年間隔で更新され続けており、効力を有する日本の逮捕状としては最古のものとなっている（逮捕状の有効期限は原則7日）[2][57][89][90]。2022年4月の時点で鶴田容疑者は161回、佐藤博容疑者は180回更新された（警察のホームページの指名手配犯に関する記事に、他の指名手配犯とは異なり、同事件は記載されておらず、ポスター等も作られていないため、非公開の指名手配である）。

### 川口の告白
- 1998年（平成10年）、事件当時の北海道地方委員会軍事部門幹部であった川口孝夫[注釈 33]が、軍事活動を知りすぎて党に日本を追放された旨を主張する『流されて蜀の国へ』という回顧録を自費出版した。川口はその際の北海道新聞のインタビューで、「謀略ではなかったと言ってよい」と松本清張などが提唱した米軍謀略説を否定し、党員の犯行であったことを認めている。川口は「事件に関与していないが、事件後に報告を受けました」として中核自衛隊の元隊員Tの証言が自分が受けた報告と合致することを認め、さらに党の真相調査に対して「事実」を報告していたことも明かされた。村上が裁判闘争を続けたことについては「彼は、私の入党責任者[注釈 34]。『左』の路線の時も、すごい活動家だった。間違いを犯したのは共産党の方針が間違っていたためで。彼個人の責任とは考えません。彼も晩年は気の毒な人でした」とした[94][95][96][97][98]。
  - 共産党は同紙の取材に対しては「党が分裂していた当時の一方の側の問題で、党としてコメントする立場ではない[95]」と言及を避けた一方で「歴史の暗部の断層にうごめいて生き血を吸い、腐肉を喰らう男」と川口を激しく誹謗した。事件に関連して中国に逃亡した者からも「軍事方針の直接の実行部隊幹部であったことを自認し、非合法の軍事方針を実践していたことを確認しておりながら、彼は下部組織の犯行であって自分は関与していないと白を切っている」と川口に対し批判の声が上がった。中国への逃亡の後に帰国した人物は、「当時の共産党は組織原則が厳しく、党員は絶対服従することが義務付けられていた」「白鳥事件についても村上国治が上部組織の許可なしに計画実行することなどあり得ない」「川口がこの事件の直接の策謀者だと信じている」と見解を述べている[99]。
  - 『流されて蜀の国へ』に対しては「事件の真相を曖昧にしている」との批判もあったが、川口は「妻は何の理由もなく異国に送られ、十八年もの長き年月を強制的に中国に滞在させられ、悲しくつらい思いをし、苦しめられた。その原因である『白鳥事件』の真相の公表を、妻は人生の最後まで望んでいた。私は六〇年間の長い年月の苦労の旅をともにしてきた（妻の名前）の最後の願いを実現させる事こそ、私に残された最後の仕事と考えている[92]」として事件に関する自らの体験を記した『いまなぜ「白鳥事件」の真相を公表するか』と題した遺稿を2002年に書き上げ、2004年に他界している[82]。この中で川口は、中核自衛隊の射撃訓練に参加したことや村上の強い要請で『ひろ』の逃亡に加担したことを明かしている[注釈 35][92]。

### Tによる謝罪
- 2012年（平成24年）2月24日、裁判で用いられた自供を行い、自身も暗殺計画に参加したとして殺人幇助などの罪で執行猶予判決を受けたTは、「中核自衛隊が計画を進めていたのは事実」と中核自衛隊の犯行であったことを改めて認め、説明責任を果たすため手記を公表予定と読売新聞の取材で述べていた[注釈 36][102]。
- Tはその後、「裏切り者とかユダと悪罵を投げかけられながらも60年間ジッと耐えて我慢してきたTに一回喋ってもらい、記録に残したい」として有志が同年10月に小樽商科大学のサテライト教室で開催した、『白鳥事件を考える集い』に参加し[81]、「若く幼稚な正義感から白鳥警部殺害に関与してしまった。当時は白鳥氏には妻子がいることに思いが及ばず、白鳥警部のご家族に多大のご迷惑をかけたことを、今となっては遅きに失するが心よりお詫びしたい。また、この事件で多くの札幌市民を不安に陥れたことを深く反省している[103]」と謝罪の言葉を述べ、「共産党は55年の6全協で極左冒険主義を清算したといいます。だが、その具体的内容には触れておらず、白鳥事件のことなど一切出てきません。それどころか、事件は一部の分派の飛び跳ねた部分がやったということで、ぼくらや仲間のやったことを切り捨て、現在の党には関係ないといいます。果たしてこんなことで、一般の国民を納得させられるでしょうか[68]」と疑問を投げかけた[81]。Tは、出所後の村上と面会し、互いに事件のことには触れずに2時間ほど回顧談をしたことを明かしている[104][105]。

### その他
- 2002年（平成14年）に長野県松本市の旧司法博物館にあった白鳥事件の裁判資料を有志が整理して公開されたが、博物館が同市に移管されてからは、多くの個人情報が含まれることなどから公文書管理法第16条第2項の「不開示情報」として閲覧禁止となっている[1]。市立博物館側は「デリケートな情報が多く自治体として公開に至る判断はできなかった」としていたが、2021年12月8日の松本市議会で同市教育部長が研究機関への寄贈を打診していることを明らかにした[106]。
- 2011年（平成23年）3月27日、HBC北海道放送が事件関係者へのインタビューなどを通じて白鳥事件の真相を追ったラジオドキュメンタリー『インターが聴こえない～白鳥事件60年目の真実～』（HBCラジオ開局60周年記念ドキュメンタリー）を放送し、同年5月に第37回放送文化基金賞ラジオ部門優秀賞[107]を、同6月に第48回ギャラクシー賞ラジオ部門大賞[108]を受賞している。番組の終盤には、鶴田との接触を持ち、中国共産党とのパイプを持つ人物へのインタビューの録音が流されるが、その人物は関係者が全員死なないと話せないと証言を拒んでいる。

## エピソード
- 北海道大学教授の布施鉄治はイールズ闘争世代であり反骨の学者と知られていたが、「白鳥運動」に取り組もうとしていた者に対して、「白鳥にかかわったとされる多くの党員学友が行方不明になっている。自分の親友もいた。おそらくは中国へ脱出したのだ。冤罪と思っている人は北大にはいない。白鳥事件を三鷹事件や松川事件と同列に論ずるわけにはいかない。これが現地北海道の常識だから深入りしないように」と釘を刺していた。松川・青梅・芦別事件などでは無罪判決が出され、そのほとんどが冤罪事件とされる戦後の公安事件の中にあって、白鳥事件は「検察最後の砦」であり、近年に至るまで北海道でのタブーとされていた[94][22]。共産党議員であった志賀義雄も、『ドキュメント志賀義雄』を編纂していた横堀洋一に事件の真相について意見を求められ、次のように述べて口を閉ざしている[109]。

- 自由法曹団の団長を務め上告審から本事件に関与した上田誠吉は、1977年のインタビュー[110]で、戦後の公安事件の多くで無罪判決が出された中において白鳥事件は有罪となっている点について問われ、「当時、ある種の極左冒険主義があったことは間違いないんで、これが巧みに(治安当局に)利用されているんです。一部の人たちが武器を作り、集めていたということはあるようで、(中略)あの状況の中で白鳥警部が射殺される、共産党の周囲の近しい人、あるいは内部の人自体が、〝ははあ、これはうちの関係者がやったのではないか〟と疑うこと、これがこわいですね」と答えた。『ひろ』ら中国への逃亡組について触れられると、「何人か帰国した人たちがいるようですが、この人たちも強く無罪を主張しているようですね。くわしいことはわかりませんが」と述べた[111]。
- 札幌地検の次席検事として村上国治の取り調べをした高木一（帝銀事件で平沢貞通の取り調べを行った検事）は、ヤメ検になったあとの1980年に行われたインタビューで[112]、「私は、個人的には、村上は正直ないい男だと思いますよ」「結局、村上は党の方針にあおられていたのだと思います。しかし、党内では、農民的一揆主義の突出行為だという批判を受けています。それはそうだと思いますが、あおった党の軍事方針に非常に大きな危険をはらんでいたと思いますね」と述べ、後年、別の公安事件（芦別事件）の法廷で白髪頭になった村上に傍聴席からヤジを飛ばされ、なつかしい気持ちで「おお」と声をかけると「おおでないよ」と言われたエピソードを紹介している。帝銀事件にくらべ「白鳥事件はその百倍も苦労しました。相手もそうだし、味方もコントロールしなければなりません。臆病になってもいけないし、逃げ回ってもいけない。まして行きすぎても行けない。戦争だからやっつけましょう、という意見もあるんです。そうしたのを押さえながら捜査を進めるんですからたいへんでした」と当時の苦労を明かした。高木は帰国した中国逃亡組が起訴猶予になったのは「大いに賛成」と述べている[113]。

## 年譜
- 1951年
  - 4月 - 村上国治（当時：留萌委員長）が『平和のこえ』紙頒布のかど（占領目的阻害行為処罰令違反）で逮捕される[114]。
  - 7月 - 村上が旭川刑務所から釈放[114]。
  - 10月 - 広島県オルグであった追平雍嘉が札幌委員会常任に就任[114]。
  - 10月16・17日 - 日本共産党第5回全国協議会（五全協）が開催され、51年綱領・武装軍事方針を採択。川口孝夫が道委員会軍事部に転出[114]。
  - 10月20日 - 村上が留萌地区委員長から札幌委員長に就任[114]。
  - 10月下旬 - 追平がビューロー員となる[114]。
  - 10月23日 - 日共北海道地方委員会が下部組織に対し"帝国主義者の走狗"に対する攻撃集中を指示。白鳥警部については「特高あがりで、共産党に対して最も悪辣である」と付記され、「北海道に於いては悪辣な村巡査に至るまで村八分を実施し、主婦や子供を徹底的に仲間外れにするまでビラ、伝単で攻撃をくわえられたい」と指示[114]。
  - 11月中旬
    - 村上がSに「琴似方面でブローニングが手に入るのだが4千円ほど欲しい」と連絡[114]。
    - Sがベルナルデリ小型拳銃の持ち主の情報を村上に伝え、村上が「その話はおれの方で預かろうではないか」と答える[114]。
    - 村上がSにブローニングが入手できたと伝える[114]。

  - 11月末 - 日本電気産業労働者組合（電産）社宅にある党員U宅で新綱領・軍事方針についての講習会を実施。この席で村上が「白鳥はもう殺してもいい奴だな」と発言[61][114]。
  - 12月10日 - 幌見峠で拳銃射撃訓練[114]。
  - 12月23・24日 - 村上がSに対し、「全党に模範を示すんだろう。警察官の1人や2人殺ったって浮かないさ」「どうだ、白鳥を堂々と襲撃しようかい」「日本共産党を名乗って白鳥課長の家を襲ってやっつけるんだ」などと発言。これに対しSは「やるなら暗殺を狙うべきだ」と意見を述べる[61][114]。
  - 12月27日 - 餅代よこせ事件。札幌市自由労働組合（自労）20数人が市役所内で座り込みを行う。要請を受けた白鳥警部らが出動し、有力党員11人を検挙。同日、東京都練馬区で練馬事件が発生。村上が追平に「東京に先にやられた」と語る[14][114]。
  - 12月29日 - 白鳥射殺の実行を決定[114]。
  - 12月30日 - 白鳥警部宅に脅迫ビラ十数枚が貼られる[114]。
- 1952年
  - 1月3日 - S宅で開かれた新年宴会を兼ねた新綱領の学習会の席上で、『ひろ』が「白鳥課長らは労働者を弾圧しているひどい人間だから、ああいう人間を生かしておく必要はない」などと発言[114]。
  - 1月4日 - 村上が中核自衛隊員に対し白鳥殺害は拳銃をもってやることを告げる[114]。
  - 1月5～6日 - 手榴弾の実験を兼ねた幌見峠射撃訓練[114]。
  - 1月10日 - 川口が『ひろ』に「白鳥を殺ったら浮くか浮かないか」と問われる。これを受けて川口は北海道地方委員会議長に宛てて計画中止を求める緊急レポを出すが、回答はなかった[12][114]。
  - 1月中旬 - Tが『ひろ』の部屋でブローニング拳銃を見る[114]。
  - 1月15日 - 白鳥警部と路上で遭遇した『ひろ』が射殺を試みるが、弾が出ずに失敗[114]。Tらが拳銃のオーバーホールを行う[12]。
  - 1月21日 - 19時40分頃、白鳥警部射殺[114]。現場で薬莢1個が押収される[115]。
  - 1月22日 - 北大にて司法解剖。体内から弾丸1発（206号弾丸[25]）が摘出される[115]。
  - 1月23日 - 北大正門前・札幌鉄道局苗穂工場や大通東2丁目札幌職安労働者集合所などで「天誅ビラ」が撒かれる[12][114]。札幌市警本部長が「一応日共関係の犯行とみなし、威信にかけても犯人は検挙してみせる」と発表[115]。
  - 1月26日 - 苗穂町駐在所に抗議に押しかけた共産党員らが、苗穂工場前で「白鳥事件を口実として民主団体を弾圧するとは何事だ。直ちに手を引かないと第二の白鳥がでるゾ」と書かれたアジビラを配布する[114]。
  - 1月27日または28日 - 村上がSに実行犯が『ひろ』であると打ち明ける[114]。
  - 4月12日 - 道庁細胞長Nが逮捕される[114]。
  - 6月2日 - 菅生事件。
  - 8月上旬 - Nが伊豆伊東で発見され、札幌に移送される[114]。
  - 8月28日 - Sが逮捕される。以降、共産党札幌委員会活動家の逮捕が続く[114]。
  - 10月1日 - 村上が街頭での選挙運動中に逮捕される[115][114]。
  - 12月23日 - S信用組合理事長が服毒自殺[114]。
- 1953年
  - 4月9日 - 追平が八王子駅付近街頭で逮捕される[114]。
  - 6月23日 - 村上、実行犯グループの潜伏の徹底・国外逃亡を特別弁護人に指示[40][114]。
  - 7月8日 - 上述の村上レポが警察当局に押収される[114]。
  - 7月11日 - Tが脱党を声明[114]。
  - 7月13日[注釈 37] - 村上、苫小牧警察署からの逃亡を企て失敗（1回目）[114]。
  - 8月19日 - 幌見峠で発射弾丸1発（207号弾丸[25]）が「発見」される[115]。
  - 9月4日 - 上記207号弾丸と白鳥の体内から摘出された206号弾丸について、同一の銃器から発射されたものと「直ちには断定することが出来ないものと認められる」との鑑定書（銃鑑第七五九号）を国警科学捜査研究所が出す[114][115][116]。
  - 10月19日 - 公判廷において村上が裁判長に殴りかかる[114]。
- 1954年
  - 1月16日 - 村上、苫小牧警察署からの逃亡を企て失敗（2回目）[40][114]。
  - 2月15日 - 村上、苫小牧警察署からの逃亡を企て失敗（3回目）[40][114]。
  - 4月30日 - 幌見峠試射場で2発目の弾丸（208号弾丸[25]）が「発見」される[114][115]。
  - 7月1日 - 改正警察法の施行により、国家地方警察と自治体警察が廃止され、警察庁と都道府県警察へ統合。
  - 7月30日 - 幌見峠で「発見」された207号弾丸・208号弾丸（「ニ個の弾丸」[25]）と206号弾丸について、「同一銃器によって発射されたもの認定するに足る程度の類似発射痕特徴を発見し得なかった」との鑑定書（銃鑑第九七九号）を警察庁科学捜査研究所が出す[114][115][117]。
  - 10月18日 - Sに懲役3年、執行猶予4年の判決[114]。
- 1955年
  - 7月 - 日本共産党第6回全国協議会。極左軍事冒険主義を転換[114]。
  - 11月1日 - 札幌地検（高木一）の委嘱を受けた磯部孝東京大学教授が、「ニ個の弾丸」と206号弾丸について、「仮に異なれる銃器によって発射されたとするならば、現弾丸に見られる如き、線状痕の一致の生起する確率は極めて小さく、大きく見積もっても〇、〇〇〇〇〇〇〇〇〇〇〇一より小さいことが認められる」とする鑑定書（磯部鑑定書）を出す[115][118]。
- 1957年
  - 5月8日 - Tに懲役3年、執行猶予3年の判決[114]。
- 1958年
  - 4月13日 - 警視庁が「人民艦隊」第1勝漁丸関係者らを逮捕し、同船が中共に密出国させた乗客は『ひろ』ら白鳥事件容疑者4人と発表[114]。
- 1963年
  - 10月17日 - 最高裁判所（第一小法廷）が上告を棄却し、村上の実刑判決が確定[114][115]。
  - 11月28日 - 村上が網走刑務所に収監される[114][115]。
- 1965年
  - 10月21日 - 再審請求書が札幌高裁に提出される[115]。
- 1967年
  - 11月18日～21日 - 鑑定人3名に対し、事実取り調べが行われる[114][115]。
  - 11月21日 - 磯部鑑定書について、磯部に対し取り調べが行われる。その中で磯部は、自らが弾丸の鑑定については素人であること、東大には比較顕微鏡もないため最高検察庁の者から米軍を紹介され、G曹長に鑑定を丸投げしていたことを証言[64][115]。
- 1968年
  - 8月5日 - 科捜研鑑定書[注釈 38]（銃鑑第七五九号・銃鑑第九七九号）が弁護団に提出される[115][119]。
- 1969年
  - 6月13日 - 札幌高裁が再審請求申立を棄却[115]。
  - 11月14日 - 村上が仮釈放を受ける[114][115]。
- 1973年
  - 12月13日 - 川口らが中国から帰国[114]。
- 1975年
  - 5月20日 - 最高裁判所（第1小法廷）が村上の特別抗告棄却を決定[114][115]。
- 1988年
  - 『ひろ』ら2人が北京で客死[114]。
- 1994年
  - 11月3日 - 村上が焼死[注釈 39][114]。
- 1997年
  - 6月8日 - 時事通信社が「鶴田、北京で確認」と発信[114]。
- 1998年
  - 10月29日 - 川口が事件直後に報告を聞いたと暴露し、Tの証言を肯定[114]。
- 2012年
  - 3月14日 - 鶴田死去[114]。
  - 10月27日 - 「白鳥事件を考える集い」開催[114]。